# 세키모토촌 (이바라키현)
세키모토촌(関本村)은 이바라키현 다가군에 일직이 존재했던 촌이다. 

## 지리
- 현재의 기타이바라키시 북부에 해당한다.
- 촌 지역은 다가산지의 일부로 거의 산으로 이루어진 지형이다.
- 촌은 태평양에 면해 있다.

## 역사
- 1889년 4월 1일 - 정촌제 시행에 의해 다가군 세키모토촌이 성립하였다.
- 1956년 3월 31일 - 이소하라정, 오쓰정, 세키나미촌, 히라가타정과 합병해, 이바라키시가 성립하여, 동일 기타이바라키시가 개칭되어, 세키모토촌은 소멸하였다.

## 인구
| 1891년 | 2,195 |
| 1902년 | 2,620 |
| 1920년 | 3,710 |
| 1935년 | 4,092 |
| 1950년 | 7,337 |
| 1955년 | 8,214 |

## 교통

### 철도
- 일본국유철도 (동일본 여객철도)
  - 조반선

## 참고문헌
- 角川日本地名大辞典編纂委員会『角川日本地名大辞典 8 茨城県』、角川書店、1983年 ISBN 4040010809